# Кърлежа (сериал, 1994)
„Кърлежа“ (на английски: The Tick) е американски анимационен сериал, базиран на едноименния сатиричен супергерой на Ню Ингланд Комикс. Излъчен е в три сезона между 1994 и 1996 г. по Fox Kids.
Кърлежа е супергерой, който отива на проби в Националния супергеройски институт в Рино, Невада, откъдето, ако преминат, супергероите биват назначени да предпазват най-подходящите за тях градове. След като преминава успешно, Кърлежа е назначен в Града, където се сприятелява и взима за свой помощник бившия счетоводител Артър.